# 235P/LINEAR
235P/LINEAR – kometa krótkookresowa, należąca do rodziny Jowisza.

## Odkrycie
Kometa została odkryta w 2002 roku w ramach programu badawczego LINEAR.

## Orbita komety i właściwości fizyczne
Orbita komety 235P/LINEAR ma kształt elipsy o mimośrodzie 0,31. Jej peryhelium znajduje się w odległości 2,74 j.a., aphelium zaś 5,26 j.a. od Słońca. Jej okres obiegu wokół Słońca wynosi 8 lat, nachylenie do ekliptyki to wartość 8,9˚.
Jądro tej komety ma rozmiary kilku kilometrów.